# Nemanja Arsenijević
Nemanja Arsenijević (cirill betűkkel: Heмaњa Apceниjeвић) (Užice, Jugoszlávia, 1986. március 29. –) szerb utánpótlás-válogatott labdarúgó.

## Pályafutása
Arsenijević szülővárosának csapatában, az FK Sloboda Užiceben kezdett el futballozni. 2005-ben tagja volt az U19-es labdarúgó-Európa-bajnokságon szerepelt szerb keretnek. 2008 és 2009 között a Budapest Honvéd FC labdarúgója volt, mellyel megnyerte a magyar kupát. 2017-ben fejezte be profi labdarúgó pályafutását.